# Łazy (Garb Tenczyński)
Łazy – wzgórze o wysokości 342 m n.p.m.. Znajduje się na Garbie Tenczyńskim w Lesie Zwierzynieckim na północ od miejscowości Zalas i na południowy wschód od  centrum wsi Rudno w województwie małopolskim, tuż przy autostradzie A4, na terenie administracyjnym wsi Tenczynek (działka nr 2953/2).

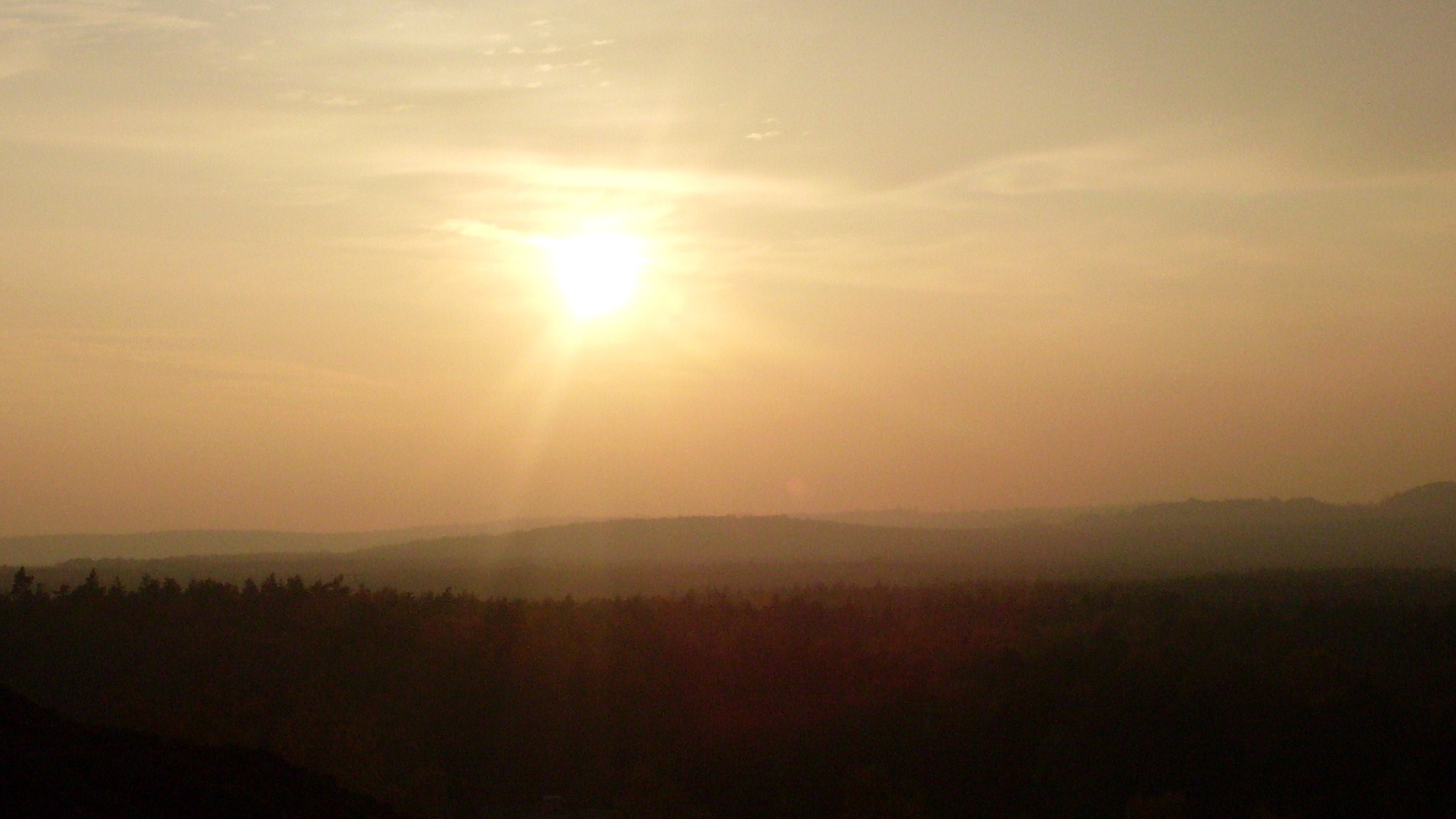
Widok od strony północno-wschodniej

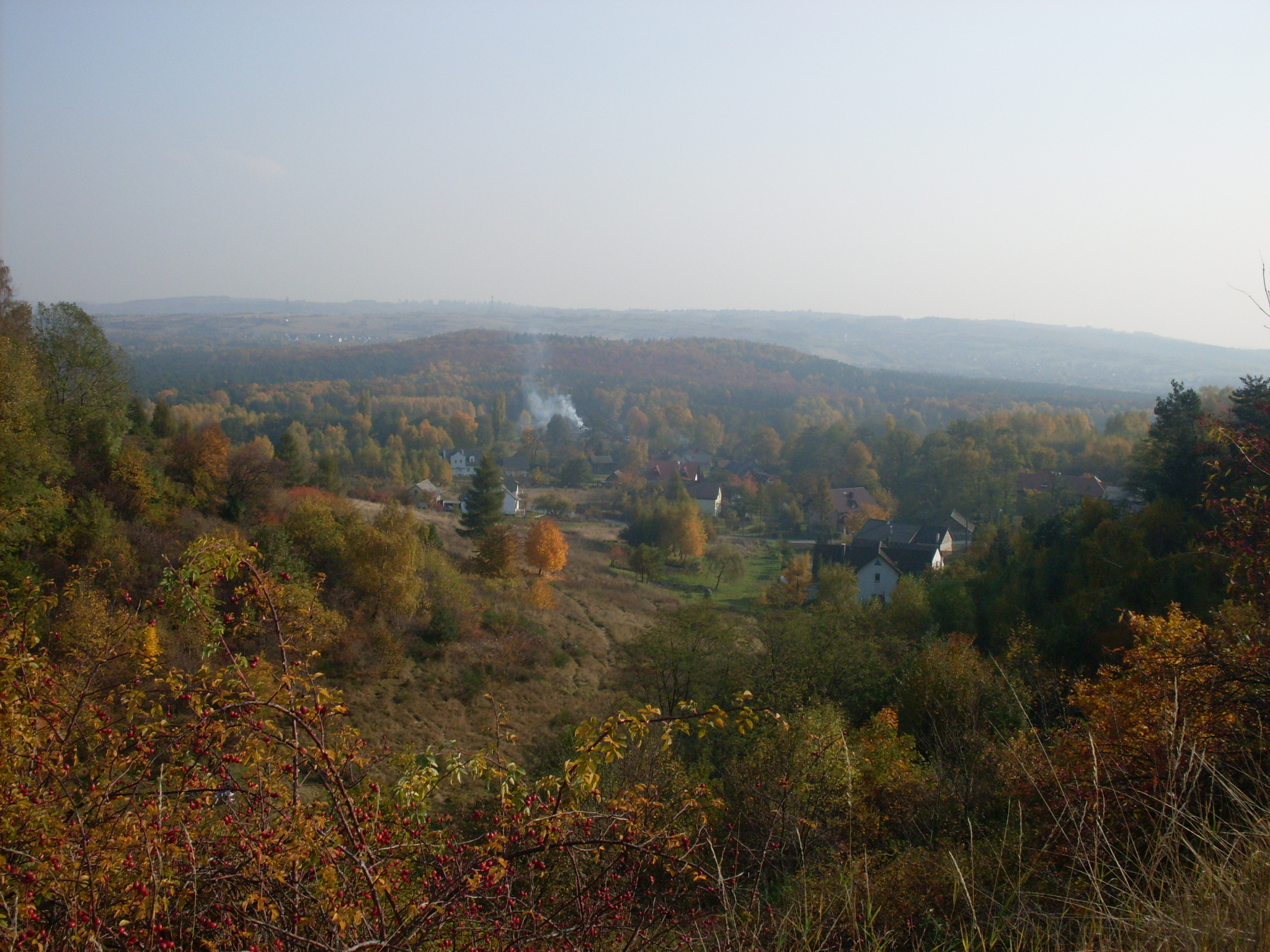
Widok na górę (w oddali) od strony północno-zachodniej, z Rudna.